# 圆外切梯形

圆外切梯形

在欧几里得几何中，圆外切梯形（也称为切线梯形）是指存在内切圆的梯形，或者说有一对边平行的圆外切四边形。存在圆外切等腰梯形和圆外切直角梯形等子类型。菱形、正方形也可以看成是是特殊的圆外切梯形。

皮托定理：

## 周长
根据皮托定理：圆外切四边形对边和相等，可得到圆外切梯形的两腰长和与两底长和相等，则周长 P 为
{\displaystyle \displaystyle P=2(a+b)=2(c+d)}
其中a, b分别为梯形的上下底长，c, d为两腰长。
另外，半周长为{\displaystyle s=a+b=c+d}，中位线为{\displaystyle m=(a+b)/2=(c+d)/2}。

## 面积
将上述由皮托定理得出的半周长{\displaystyle \displaystyle s=a+b=c+d}代入梯形的半周长面积公式{\displaystyle S={\frac {a+b}{|b-a|}}{\sqrt {(s-b)(s-a)(s-b-c)(s-b-d)}}}，得到圆外切梯形的面积S为：
{\displaystyle S={\frac {a+b}{|b-a|}}{\sqrt {ab(a-c)(c-b)}}}
其中a、b为两底长，c为任意一腰长。
由于圆外切梯形的高与内切圆直径相等，则由中位线面积公式可得：
{\displaystyle S=mh=mD=2mr=(a+b)r=(c+d)r}
此外，设四条不同点出发的切线长为e, f, g, h，则面积为:p.129：
{\displaystyle S={\sqrt[{4}]{efgh}}(e+f+g+h)=s{\sqrt[{4}]{efgh}}}

## 内切圆半径
由四边形内切圆半径公式{\displaystyle r={\frac {S}{s}}}，和上述两个面积公式得到：
{\displaystyle r={\frac {\sqrt {ab(a-c)(c-b)}}{|b-a|}}}
{\displaystyle r={\sqrt[{4}]{efgh}}}
更一般的，若e, f, g, h中，e, h、f, g分别是同一腰上的切线长，则根据梯形高与腰构成的直角三角形的勾股定理{\displaystyle (e+h)^{2}-(e-h)^{2}=4r^{2}=(f+g)^{2}-(f-g)^{2}}得到：
{\displaystyle r={\sqrt {eh}}={\sqrt {fg}}}
由此式能得到上述四切线长有关的半径公式和面积公式。

## 圆外切直角梯形

底角为直角的圆外切梯形

圆外切直角梯形（英語：right tangential trapezoid）是指底角为直角的圆外切梯形，设其上下底长分别为a, b，则由皮托定理得出斜腰长{\displaystyle c=a+b-h=a+b-2r}，由斜腰三角形勾股定理{\displaystyle (a+b-2r)^{2}=(2r)^{2}+(b-a)^{2}}可得到内切圆半径为：
{\displaystyle r={\frac {ab}{a+b}}}
内切圆的直径与梯形的高相等，为上下底的调和平均数，暨{\displaystyle D=h={\frac {2ab}{a+b}}}
将上式代入梯形的面积公式{\displaystyle S={\frac {1}{2}}(a+b)h}，可得出面积为两底长之积：
{\displaystyle \displaystyle S=ab}
同时，将上式代入斜腰三角形勾股定理{\displaystyle c^{2}=(2r)^{2}+(b-a)^{2}}，可得到{\displaystyle c^{2}={\frac {(a^{2}+b^{2})^{2}}{(a+b)^{2}}}}。

## 圆外切钝角梯形
圆外切钝角梯形（英語：obtuse tangential trapezoid）是指两底边各有一个锐角和一个钝角的圆外切梯形，菱形可看作是特殊（两腰相等）的钝角圆外切梯形。

## 圆外切等腰梯形

两腰相等的圆外切梯形一定是双心四边形

圆外切等腰梯形（英語：isosceles tangential trapezoid）是指两腰相等的圆外切梯形，由于等腰梯形是一种圆内接四边形，因此圆外切等腰梯形同时拥有内切圆和外接圓，暨圆外切等腰梯形属于一类双心四边形，因此也称为双心梯形（英語：bicentric trapezoid）。
设两底长为a, b，由皮托定理得出腰长为上下底的算术平均数，暨{\displaystyle c=(a+b)/2}，通过勾股定理{\displaystyle ((a+b)/2)^{2}=(2r)^{2}+((a-b)/2)^{2}}可得到内切圆半径为：
{\displaystyle r={\tfrac {1}{2}}{\sqrt {ab}}}
内切圆的直径与梯形的高相等，为上下底的几何平均数，暨{\displaystyle D=h={\sqrt {ab}}}
因此，圆外切等腰梯形也可以作为均值不等式中，算术平均数大于几何平均数的几何解释。这一类问题也是日本算額中的常见问题。
将半径代入圆外切四边形面积公式{\displaystyle r={\frac {S}{s}}}，可以得到圆外切等腰梯形的面积为：
{\displaystyle S={\tfrac {1}{2}}{\sqrt {ab}}(a+b)}
另外，由均值不等式中，几何平均数大于调和平均数可知，在两底长a, b相同的情况下，圆外切等腰梯形的半径、高、圆面积、梯形面积都大于圆外切直角梯形。
更一般的，在所有由相同a, b所构成的圆外切梯形中，圆外切等腰梯形的上述四者是最大的。暨e, f, g, h中，e, h、f, g分别是同一腰上的切线长，{\displaystyle e+f=a}，{\displaystyle g+h=b}，{\displaystyle r^{2}={\sqrt {efgh}}\leq {\tfrac {ab}{4}}}，当且仅当e=f，g=h时取等于号，此时两腰相等。